# 257 Carinae
257 Carinae (z¹ Carinae) é uma estrela na direção da Carina. Possui uma ascensão reta de 11h 06m 32.47s e uma declinação de −62° 25′ 26.9″. Sua magnitude aparente é igual a 4.62. Considerando sua distância de 370 anos-luz em relação à Terra, sua magnitude absoluta é igual a −0.65. Pertence à classe espectral G8III.